# ريان هيويت
ريان هيويت (بالإنجليزية: Ryan Hewitt)‏ هو لاعب كرة قدم أمريكية أمريكي، ولد في 24 يناير 1991 في دنفر في الولايات المتحدة.

## وصلات خارجية
- ريان هيويت على موقع مرجع كرة القدم المحترفة.كوم (الإنجليزية)